# Coshocton (Ohio)
Coshocton – miasto w Stanach Zjednoczonych, w stanie Ohio, siedziba władz hrabstwa o tej samej nazwie. Liczba mieszkańców w 2000 roku wynosiła 12 011.
Miasto leży w strefie klimatu wilgotnego, łagodnego, subtropikalnego, bez pory suchej i z gorącym latem, należącego według klasyfikacji Köppena do strefy Cfa. Średnia temperatura roczna wynosi 10,8°C